# Kittatinnyita
La kittatinnyita és un mineral de la classe dels silicats. Rep el seu nom de la paraula algonquina "kittatinny" que significa "turons sense fi", en al·lusió a la topografia al voltant de Franklin, Nova Jersey, Estats Units, la seva localitat tipus.

## Característiques
La kittatinnyita és un silicat de fórmula química Ca₂Mn₂Mn(SiO₄)₂(OH)₄·9H₂O. Cristal·litza en el sistema hexagonal. La seva duresa a l'escala de Mohs és 4.
Segons la classificació de Nickel-Strunz, la kittatinnyita pertany a «09.AG: Estructures de nesosilicats (tetraedres aïllats) amb anions addicionals; cations en coordinació > [6] +- [6]» juntament amb els següents minerals: abswurmbachita, braunita, neltnerita, braunita-II, långbanita, malayaïta, titanita, vanadomalayaïta, natrotitanita, cerita-(Ce), cerita-(La), aluminocerita-(Ce), trimounsita-(Y), yftisita-(Y), sitinakita, natisita, paranatisita, törnebohmita-(Ce), törnebohmita-(La), kuliokita-(Y), chantalita, mozartita, vuagnatita, hatrurita, jasmundita, afwillita, bultfonteinita, zoltaiïta i tranquillityita.

## Formació i jaciments
Va ser descoberta a la mina Taylor, situada a la localitat de Franklin, al districte miner de Franklin del comtat de Sussex (Nova Jersey, Estats Units). Es tracta de l'únic indret en tot el planeta on ha estat trobada aquesta espècie mineral.